# Гіпнологія
Гіпнологія ( грец. Hýpnos - sen, lógos - наука) - це наука, що вивчає стан гіпнозу та його практичне використання  . 

## Генеза гіпнології в Європі
Під час поділів Польщі, коли Республіка Польща втратила суверенітет, а польських науковців позбавили громадянських та наукових прав, французький психолог Теодюль-Арман Рібо опублікував у своєму журналі "Revue philosophique"  (1881) статті психолога Юліана Охоровича під назвою "Projet pour un Congrès international de psychologie"  . Після опублікування статті Й. Охоровича було здійснено спробу привезти в Париж польських вчених з галузі психології під керівництвом секретаря професора Шарля Р. Ріше на Міжнародний конгрес фізіологічної психології, який був успішно завершений, вчені в цій галузі знань збираються на конгресах щороку до сих пір. Під час першого Міжнародного конгресу фізіологічної психології на платформі в Ейфелевій вежі в Парижі, який відбувся 6-10 серпня 1889 р., конгрес вирішили розділити на чотири сесії. На другій сесії конгресу, присвяченій гіпнозу, яку очолив Юзеф Ремі Леопольд Дельбьоф, професор психології університету Льєж, що в Бельгії, були висунуті різні теорії про природу гіпнозу вченими університету Нансі та лікарями з госпіталю Пітьє-Сальпетріє. За даними вчених школи Нансі, яку очолює лікар-медик Іполіт Бернхайм, гіпноз - нормальне явище поведінки, пов’язане з навіюванням і сном. Натомість відомий лікар-невролог з госпіталю Пітьє-Сальпетріє Жан-Мартен Шарко стверджував, що гіпноз - це патологічний стан, пов’язаний з істерією . Студентами Жана-Мартена Шарко були Зигмунд Фройд, Жозеф Бабінскі та інші. Жозеф Бабінскі став помічником Ж. М. Шарко в 1885 році. 

## Нейрогіпнологія
Через розбіжності щодо самої природи гіпнозу Зигмунд Фройд відвідував як групу вчених з Нансі, так і групу вчених з Пітьє-Сальпетріє, що у Франції, взяв участь у кількох конгресах у сфері гіпнозу та психології, а також був свідком кількох їх презентацій. Згідно з повідомленням Вільяма Джеймса, «учні школи з Нансі були більшістю на засіданнях конгресу, але там розповідали про оригінальне вчення про гіпноз Пітьє-Сальпетріє. Це була річ минулого »  . Х. Бернхайм активно брав участь у гіпнологічній дискусії, але, як зазначалося раніше, Ж. М. Шарко, хоч і був почесним президентом конгресу, не відвідував його засідань. Вільям Джеймс заявив, що різноманітність поглядів на гіпноз показала, скільки наукових та дослідницьких робіт ще потрібно зробити в галузі науки під назвою нейрогіпнологія  . 

## Право на звання науки
Генеральний секретар Першого конгресу фізіологічної психології, професор медицини Шарль Р. Ріше (фізіолог), під час свого виступу підняв тему метапсихології та запропонував науковий статус для дослідженьгіпнозу. Також новітні наукові досягнення в галузі метапсихології та гіпнології були представлені на цьому Конгресі  . В університеті Єни (Німеччина) гіпнологія була постійно включена до програми медицини до другої половини 20 століття. Там читав лекції з гіпнології проф. Рудольф Хайденгайн, який у 1859 р. очолив кафедру фізіології у Вроцлавському університеті, де пробув до кінця своєї наукової кар’єри. Його студентами були визначні Карл Вейгерт та Іван Павлов  . 

## Напрями досліджень
У 20 столітті ґрунтуючись на всебічних наукових досліджень та великого обсягу наукової літератури в цій галузі була відкрита нова наукова дисципліна - гіпнологія. Теорія гіпнології походить з філософії релігії і має практичне застосування в багатьох галузях науки, наприклад в медицині ( сомнологія ), психології ( психотерапії ) та в педагогіці ( гіпнопедія ). Польська проф. Марія Шульц розділила кілька основних напрямків досліджень залежно від їхнього застосування  : 
- гіперстезія - використання методу гіпнозу в лікувальних цілях (гіпнотерапія);
- гіперанестезія - використання методу гіпнозу для загальної та місцевої анестезії;
- гіпнопедія - використання методу гіпнозу в навчальних (навчальних) цілях;
- гіпермнезія - поглиблення пам’яті (LTM, STM) під час фази «сну»;
- гіперпраксія - активація прихованих енергетичних запасів організму (може використовуватися для регенерації та омолодження організму).
- гіпноаналіз - використання методу гіпнозу для аналізу снів;
- гіпнорелаксація - полегшення стану стимуляції мозкових хвиль (де-стрес);
- гіпнорегресія - дізнання про попередні духовні втілення людини (гіпнотична регресія)[10];

Підтверджені умовні рефлекси, відкритв Іваном Павловим, були предметом вивчення експериментальної психології, що доопомогли зрозуміти гіпногенну взаємодію (гальмування кори головного мозку) як теорію ідеомоторних факторів  . 

## Сьогодні
Багато сучасних вчених та дослідників, які розуміють фізіологічний та психологічний аспекти стану гіпнозу та можливості його використання на благо людства, висловили свою думку в багатьох публікаціях, що психосоматична медицина, яка використовує гіпноз, буде широко застосовуватися в майбутньому за допомогою досягнень у сфері гіпнології  . У ХІХ столітті цю думку розділяв також у численних публікаціях працівник гіпнологічної науки, доктор Юліан Охорович з 1889 року як член французького товариства фізіологічної психології  . Напрям наукових досліджень та публікацій з гіпнології, ефективно підтримується професоркою Марією Шульц - завідувачкою кафедри біохімії Університету фізичної культури у Варшаві. Напрям підтримували багато відомих дослідників, що вивчають змінені стани свідомості, серед них Божена Фігарська - фахівець з психіатрії, що практикує гіпнотерапію в Інституті розвитку розуму в Щецині  . В даний час гіпологічну практику проводить професор Луїс Карлос Крозера з Бразильського інституту гіпнології, підкреслюючи чотири основні аспекти гіпнотизування: внутрішню акліматизацію (фізіологічну), зовнішні умови (навколишнє середовище) та зменшену розумову регенерацію реєстрів, імплантовану у вигляді "тригерів" та "негативних психічних записів", тобто: психогенної блокади »  . У Тайвані, в медичному коледжі гіпнології доктор Вільям Юх-Мінг Хунг (психіатр) успішно проводить практику гіпнології як інструктор і гіпнотерапевт за принципами (NGH) Національної гільдії гіпнотизаторів.   

## Відомі дослідники в галузі гіпнології
- Джеймс Есдейл
- Жан-Мартен Шарко
- Жозеф Бабінскі
- Джеймс Брейд
- Зигмунд Фройд
- Юліан Охорович
- Йозеф Бройер
- Лехослав Гапік
- Юліан Олександрович
- Єжи Сіута
- Марія Шульц
- Льюїс Р. Волберг
- Збігнев Опачевський
- Стефан Манчарський
- Ярослав Кантовський
- Олександр Сековський
- Анджей Чачінський
- Ян Рублевський
- Луїс Карлос Крозер
- Вільям Ю-Мінг Хунг
- Бенедикт Печек